# Сыщиков, Николай Сергеевич
Никола́й Серге́евич Сы́щиков (14 декабря 1917 — 16 февраля 2012) — участник Великой Отечественной войны, командир корабля 4-го гвардейского авиационного полка 62-й авиационной дивизии авиации дальнего действия (6-й авиационный корпус дальнего действия). Герой Советского Союза (1943). Полковник Советской Армии. Генерал-майор Украины (2008).

## Биография
Николай Сыщиков родился 14 декабря 1917 года в семье крестьянина. По национальности русский. Детство и юность провёл в городе Рыбинск Ярославской области. Окончил семь классов неполной средней школы, школу фабрично-заводского ученичества. Также прошёл обучение в аэроклубе, где впоследствии работал авиационным техником.
В 1938 году Николай Сергеевич был призван в ряды Красной Армии. В 1940 году он окончил Сталинградское военное авиационное училище лётчиков. С августа 1941 года участвовал в боях Великой Отечественной войны.
За два года службы, к июлю 1943 года, гвардии старший лейтенант Сышиков, находясь в должности командира корабля 4-го гвардейского авиационного полка 62-й авиационной дивизии авиации дальнего действия, совершил 241 боевой вылет на бомбардировку военно-промышленных объектов, железнодорожных узлов и аэродромов в глубоком тылу врага, а также его живой силы и техники на переднем крае.
18 сентября 1943 года Указом Президиума Верховного Совета СССР гвардии старшему лейтенанту Николаю Сергеевичу Сыщикову присвоено звание Героя Советского Союза.
29 сентября 1943 года Николай Сергеевич был сбит в районе Джанкоя и захвачен в плен. 22 апреля 1945 года ему удалось бежать из немецкого лагеря для военнопленных Людвигсфельд. После окончания войны, на время необходимой для военнопленных проверки, три месяца работал механиком автобазы. Затем снова вернулся на службу в ВВС. В 1954 году Николай Сергеевич окончил военную авиационную школу дальней авиации, а в 1957 году вступил в КПСС.
В 1959 году полковник Сыщиков был отправлен в запас, после чего работал инспектором госрыбнадзора. После отставки и до последних дней жизни проживал в украинском городе Винница. Будучи пенсионером, активно занимался общественной деятельностью — посещал учебные заведения Винницы, где рассказывал о своём боевом пути, об истории Великой Отечественной войны и мужестве советских воинов. Также Николай Сергеевич был одним из основателей общества дружбы «Украина-Россия», и одним из самых ярких сторонников российско-украинской дружбы.
Указом Президента Украины от 5 мая 2008 года ему было присвоено звание генерал-майора Вооружённых Сил Украины.
Николай Сыщиков скончался 16 февраля 2012 года в Виннице. Он был последним Героем Советского Союза, проживавшим в этом городе.

## Награды
- Герой Советского Союза (18 сентября 1943 года, медаль № 5909);
- орден Ленина (18 сентября 1943 года);
- орден Красного Знамени;
- орден Отечественной войны 1-й степени;
- три ордена Красной Звезды;
- Орден «За заслуги» ІІІ степени (Украина, 25.03.2004)[5];
- орден Богдана Хмельницкого III степени (Украина, 05.05.1999)[6];
- медали.